# 娘惹飲食
娘惹菜是流行于东南亚新加坡，马来西亚，印度尼西亚和泰国等地的美食。起源来自于早期定居于槟城，马六甲，新加坡的中国移民。娘惹菜取名于娘惹，指的是中国移民和马来原住民通婚的女性后裔。

## 特色
娘惹菜口味浓重，使用多种来自马来料理多用的香料，如小葱头（shallot）、姜（会选用普通姜，山姜或南姜）、姜花、辣椒、薄荷叶、香茅、叻沙叶、班兰叶、肉桂、蜡烛果(candlenut, malay:buah keras)、罗望子（及罗望子做的亚参膏）、泰国青柠、香菜籽、莳萝、虾酱（峇拉煎）、鹹虾酱(cincalok)、豆酱、棕榈糖等，讲究把香料研磨杵碎，调成稠糊的配料，给食物带来独特的风味。娘惹菜又喜好使用华人传统的食材，配以多种马来料理中的配料，如椰浆、芒光、江鱼仔，青瓜等，配合香料加以长时间的炖煮，最后成为一派色香味俱全的美食。
娘惹菜原本只是家传为主，颇为小众，本身受制于食材（如猪肉的使用）和传统中式烹调手艺的使用，不如本地传统料理传播广泛，或者只是作为街头小吃的一道菜而出现（如叻沙）。今年新马多地开发传统娘惹餐厅，很多餐厅讲究“家”的味道，但在呈现卖相方面加以改良，娘惹菜得以拿上台面，加以推广。
娘惹菜也有地域的区别，以叻沙为例，如槟城附近流行的叻沙喜好加入酸味，而马六甲新加坡一带喜好加入椰浆和辣椒。
娘惹菜的经典特色菜肴有叻沙、乌打、娘惹粽、娘惹糕、黑果焖鸡等。其中黑果焖鸡就是一道典型的费工费时的料理：主要的配料黑果产自马来西亚，是一道娘惹传统的家传菜肴，需人工一颗一颗处理黑果坚硬的外壳，不是主营娘惹菜的餐厅一般很难品尝到。